# Donato Acciaioli
Donato Acciaioli (1429-1478) fue un erudito, escritor y confaloniero italiano.

## Biografía
Donato fue hijo de Nevio Acciaioli, hijo este de Reinier, de una familia antigua de Florencia, y Donato fue un ilustre erudito y buen ciudadano, que realizó grandes servicios a su patria Florencia, a quien le fueron confiados diversos empleos, y donde fue gonfaloniero en 1475, después de haber cumplido con diversas embajadas importantes.
Como escritor tradujo obras griegas o latinas como las "Vidas" de Plutarco, las vidas de Aníbal, Escipión el Africano y Carlomagno, y notas sobre la moral y política de Aristóteles, debida en parte a su maestro Giovanni Argiropulo (1416-1487), nacido en Constantinopla, Cosme de Médicis le da el empleo de profesor de griego y preceptor de sus hijos, y obligado a salir de Toscana por la peste, en Roma da lecciones de filosofía sobre los textos de Aristóteles, dejando una traducción de la moral y física de Aristóteles, dedicada a Cosme.
Según José Almirante y Torroella, otro Acciaioli, aparte de Roberto Acciaioli autor de Historia del invicto Gonzalo, llamado el gran capitán, es Donato Acciaioli conocido por sus Comentarios sobre Aristóteles y la traducción de dos vidas de Plutarco.  
De la misma familia que Donato era Zanobi Acciaioli (1461-1519), fraile dominico nacido en Florencia, quien fue bibliotecario de la Biblioteca Apostólica Vaticana con León X, protector de las letras, y quien dejó poemas, sermones, cartas, panegíricos, y versiones de obras de Olimpiodoro de Tebas, de Teodoreto de Ciro y de Justino Mártir.

## Obras
- Commentary of the ethics of Aristtotle, Iacobum de Ripoli, 1478.
- Expositio super libros Ethicorum Aristotelis,.., Jacobum de Ripoli, 1478.
- Historiae Florentini populi, 1492.
- Hannibalis atque Scipionis....., 1502.
- Aristotelis Stagiritae..., Lugduni, 1567.
- La vita di Carlo Magno scritta per Donato Acciaioli, 1567.
- Phoenix ab igne redivivus...., 1642.
- Istoria fiorentina di Leonardo Aretino, Firenze, 1857.
- Plutarch's lives of the Greeks and Romans, Oxford, 1928.
- Caroli Magni vita a Donato Acciaiolo florentino composita incipit
- Vita di Scipione
- Otras.